# Kao Yi-ching
Kao Yi-Ching (* 10. Dezember 1989) ist eine taiwanische Biathletin.
Kao Yi-Ching nahm zwischen 2006 und 2008 jeweils zu Beginn der Saison am Biathlon-Europacup sowie ab 2008 dem IBU-Cup in Obertilliach ausschließlich in Sprintrennen teil. 2006 trat sie in einem Juniorenrennen an, das sie jedoch nicht beendete. Seit 2007 ist sie bei den Frauen im Leistungsbereich aktiv. Ihr bestes Ergebnis war ein 64. Platz im Jahr 2007. In dem Jahr nahm sie auch an den Winterasienspielen als einzige weibliche Teilnehmerin ihres Landes teil und belegte den 17. Platz im Sprintrennen.